# Sahlen’s Stadium at WakeMed Soccer Park
Ne doit pas être confondu avec Sahlen’s Stadium de Rochester.
Le Sahlen’s Stadium at WakeMed Soccer Park, dit Sahlen’s Stadium  (anciennement le State Capital Soccer Park, SAS Soccer Park et WakeMed Soccer Park), est un stade de soccer de 10 000 places situé à Cary dans l'État de Caroline du Nord. Il est inauguré en 2002. Les clubs résidents sont les franchises de la North Carolina FC (USL), et du Courage de la Caroline du Nord (NWSL).

## Histoire
En 2002 est signé un partenariat avec la société de logiciels SAS Institute. Le stade prend le nom de SAS Soccer Park, appliquant un naming de 6 ans, avec la possibilité d'étendre ses droits de dénomination de trois années supplémentaires. Le 27 septembre 2007, la ville de Cary annonce que SAS n'a pas exercé son option sur les droits de dénomination et que WakeMed (en) a acheté les droits de dénomination du stade. Le stade prend le nom de WakeMed Soccer Park, appliquant un naming de 3 ans.
Le 31 mars 2017 est signé un partenariat avec la société Sahlen's (en). Le stade prend le nom de Sahlen’s Stadium at WakeMed Soccer Park, appliquant un naming de 5 ans.

## Évènements au stade

### Championnat féminin de la CONCACAF 2018
Le 8 avril 2018, le calendrier de la compétition est dévoilé ainsi que l'attribution des différents matchs aux trois stades retenus, le Sahlen’s Stadium devant accueillir six matchs de poules, les 4, 7 et 10 octobre 2018.
| Date            | Équipe 1          | Équipe 2          | Score | Tour               | Affluence |
| --------------- | ----------------- | ----------------- | ----- | ------------------ | --------- |
| 4 octobre 2018  | Trinité-et-Tobago | Panama            | 0 - 3 | 1er tour, groupe A |           |
| 4 octobre 2018  | États-Unis        | Mexique           | 6 - 0 | 1er tour, groupe A |           |
| 7 octobre 2018  | Panama            | États-Unis        | 0 - 5 | 1er tour, groupe A |           |
| 7 octobre 2018  | Mexique           | Trinité-et-Tobago | 4 - 1 | 1er tour, groupe A |           |
| 10 octobre 2018 | Panama            | Mexique           | 2 - 0 | 1er tour, groupe A |           |
| 10 octobre 2018 | Trinité-et-Tobago | États-Unis        | 0 - 7 | 1er tour, groupe A |           |

### Autres rencontres internationales
Le 11 avril 2006, l'équipe des États-Unis de soccer affronte la Jamaïque en match amical devant 8 093 spectateurs. La rencontre, qui se termine par un score de 1-1 (Olsen 25e). Le 27 mars 2018, les États-Unis affronte le Paraguay en match amical devant 9 895 spectateurs. La rencontre, qui se termine par un score de 1-0 (Wood 45e).
Le 30 juillet 2006, l'équipe des États-Unis féminine de soccer affronte le Canada en match amical. La rencontre, qui se termine par un score de 2-0. Le 18 mai 2011, les États-Unis affronte le Japon en match amical devant 5 323 spectateurs. La rencontre, qui se termine par un score de 2-0. Le 18 mai 2014, les États-Unis affronte la Suisse en match amical devant 9 992 spectateurs. La rencontre, qui se termine par un score de 4-1. Le 22 octobre 2017, les États-Unis affronte la Corée du Sud en match amical devant 9 727 spectateurs. La rencontre, qui se termine par un score de 6-0.
Le 27 mars 2007, l'équipe du Honduras de football affronte le Salvador en match amical devant 8 365 spectateurs. La rencontre, qui se termine par un score de 2-0. Le 27 juin 2009, le Honduras affronte le Panama en match amical. La rencontre, qui se termine par un score de 2-0.

## Galerie

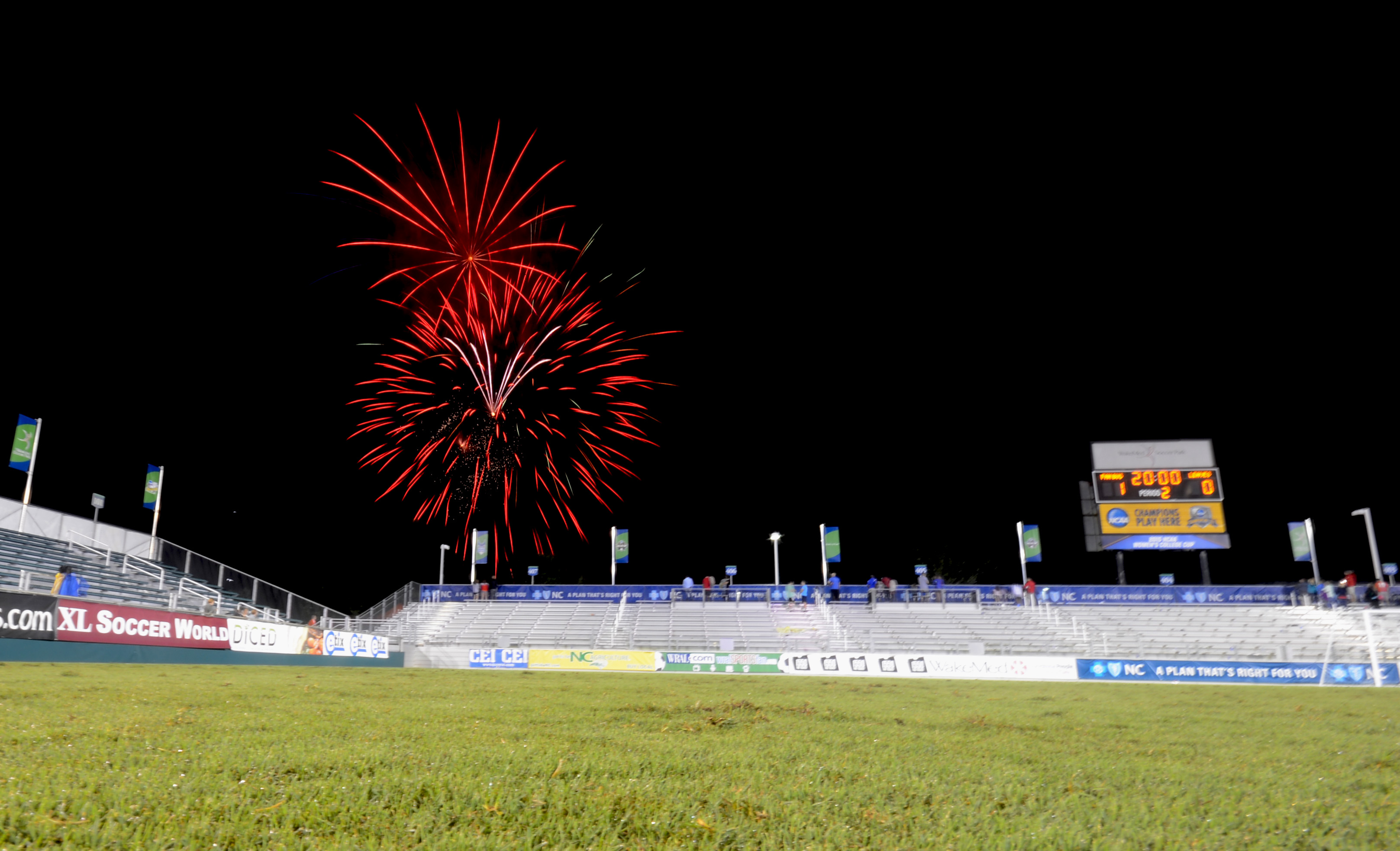
Vue intérieure
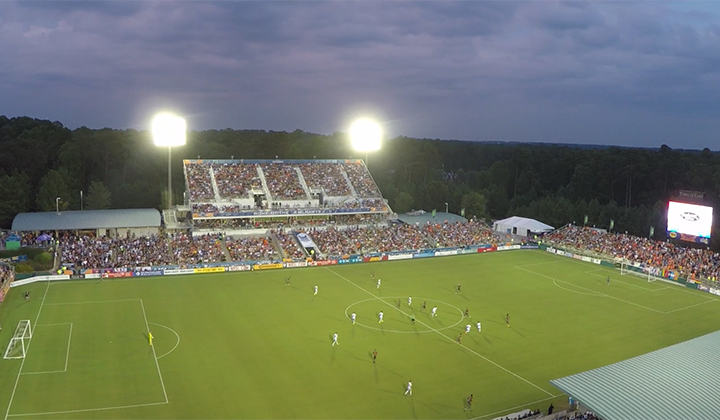
Match amical entre les Carolina RailHawks et West Ham
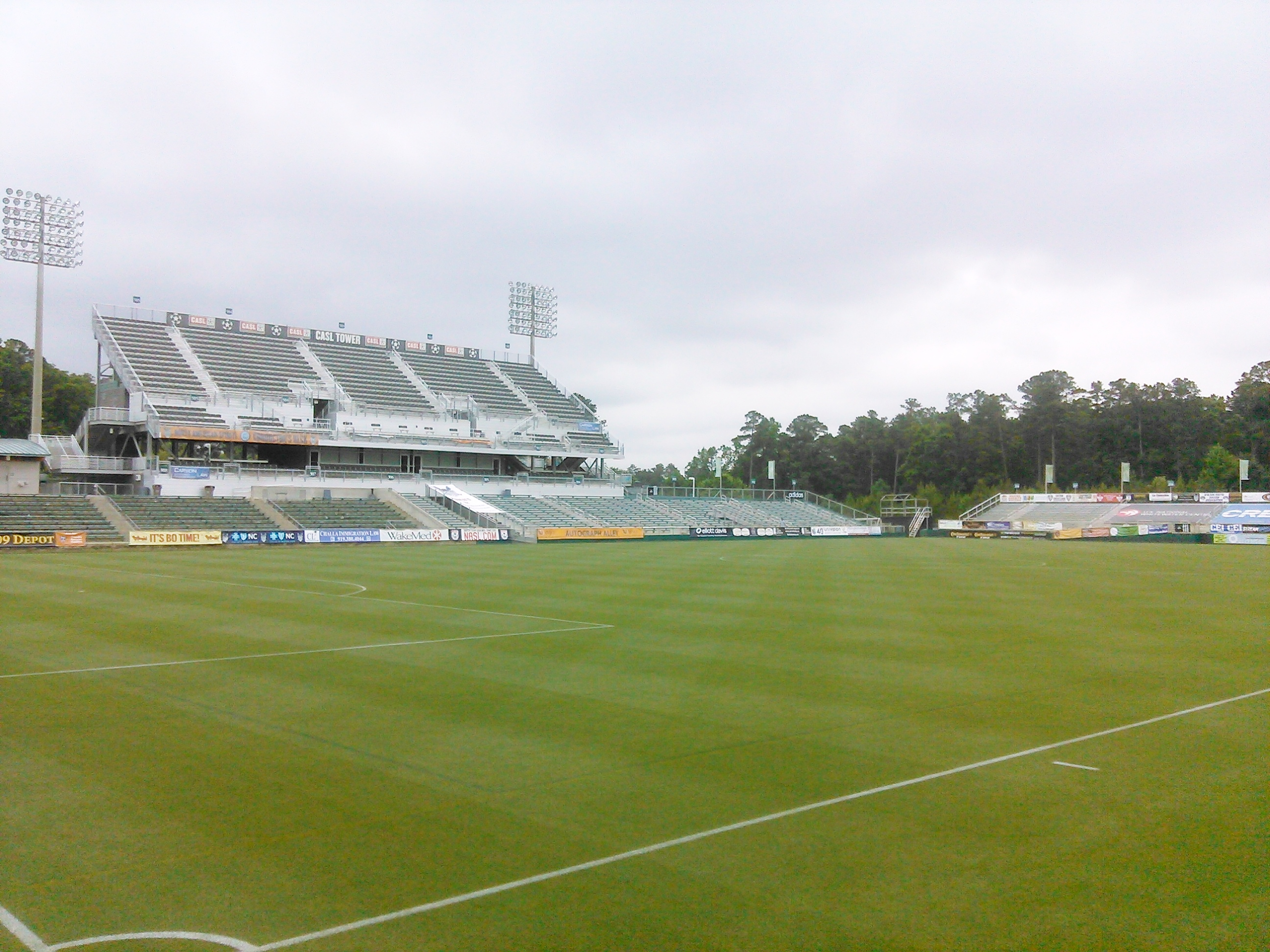
Vue intérieure